# Alfred Duggan-Cronin
Alfred Martin Duggan-Cronin (* 17. Mai 1874 in Innishannon, County Cork; † 25. August 1954, beerdigt in Kimberley) war ein irisch-südafrikanischer Fotograf. Zwischen 1919 und 1939 reiste er durch das südliche Afrika und hielt dort das noch weitgehend von westlicher Modernisierung unberührte Leben der Landbevölkerung fotografisch fest.
Der in Irland geborene Duggan-Cronin besuchte das Mount St. Mary’s College im englischen Derbyshire. Ursprünglich verfolgte er das Ziel, Jesuitenpriester zu werden, verwarf später aber diese Pläne und ging 1897 nach Südafrika. Dort nahm er in Kimberley eine Anstellung bei dem Diamantenhersteller De Beers an, für den er bis zu seinem Ruhestand im Jahr 1932 tätig war.
1904 erwarb Duggan-Cronin seine erste Kamera, eine einfache Boxkamera, und begann mit Porträtaufnahmen, Stillleben und Tierstudien zu experimentieren. 1919 brach er zu seiner ersten fotografischen Expedition in die Langeberge auf, um dort das Stammesleben der San zu dokumentieren. In den folgenden zwanzig Jahren führten ihn zahlreiche weitere Reisen – ab 1930 in Begleitung des Mfengu Richard Madela – durch das gesamte südliche Afrika. Dabei blieb das Leben der indigenen Völker Afrikas stets Schwerpunkt seiner Arbeit.
Seine Sammlung von mehr als 8.000 Fotografien und ethnografischen Artefakten ist heute im McGregor Museum in Kimberley untergebracht. Ein Teil seiner Arbeit wurde zwischen 1928 und 1954 in einer Serie von elf Fotobänden veröffentlicht.

## Ausstellungen
- 1924: British Empire Exhibition, London
- 2007: Thandabantu: a photographic journey through Southern Africa 1919-1939, Kapstadt